# ジム・クロケット・プロモーションズ
ジム・クロケット・プロモーションズ（Jim Crockett Promotions、略称：JCP）は、アメリカ合衆国のプロレス団体。
ミッドアトランティック・チャンピオンシップ・レスリング（Mid-Atlantic Championship Wrestling、略称：MACW）のブランドネームで知られ、昭和期の日本ではNWAミッドアトランティック地区とも呼称された。
1980年代後半までジム・クロケット・ジュニアが運営し、NWAの主要な加盟団体として長く存続、NWA末期における最大の団体であり、後のWCWの前身にあたる。

## 歴史

### 草創期
1931年、ジム・クロケット・シニアは、本拠地のノースカロライナ州シャーロットでレスリング興行を始めた。クロケットは、ジム・クロケット・プロモーションズ名義で、他のさまざまなイベント（コンサートや演劇、野球やホッケーの試合）も打った。当初は、さまざまなテレビ番組、新聞やラジオの広告、チケットでの表記において、一貫してジム・クロケット・プロモーションズ名義で呼ばれた。
クロケット・シニアは1952年にNWAに加盟し、そのテリトリーはバージニア、ノースカロライナ、サウスカロライナをカバーした。1973年に死去するまで38年間、この地域でショーをプロモートし、その地盤は彼の長男ジム・クロケット・ジュニアに引き継がれた。

### 1970年代
1973年、ジム・クロケット・プロモーションズ社の運営がジム・クロケット・ジュニアに譲渡されると、『ミッドアトランティック・チャンピオンシップ・レスリング』（MACW）という名称を、印刷物やラジオ、その他の広告で使用される会社の第一のブランドネームとして使用するようになった。その2年後には『ワイド・ワールド・レスリング』（のちに『ワールド・ワイド・レスリング』に改名）という名称をテレビ番組に導入した。
プロレスのテレビ番組の安定した人気で、JCPは次第にテリトリーを拡張し、テネシー州東部やウエストバージニア州の一部、ジョージア州サバンナでも興行を打つようになった。1970年代後半から1980年代初頭、団体はオハイオ州シンシナティに本拠地を移動する。カナダのトロントで、メープル・リーフ・レスリングの名称で運営していたフランク・タニーの団体も買収し、MACWの名前は、各テリトリーのテレビ番組を通じて順調に知れわたるようになった。

#### テレビ放送
番組は1975年に『ワイド・ワールド・レスリング』として、一時間の販売用番組として始まった。ローリーのテレビ局WRAL-TVで、毎週水曜の夜にMACWの放送の後に放送された。
1978年、ABCの番組『ワイド・ワールド・オブ・スポーツ』との混同を避けるために、番組名を『ワールド・ワイド・レスリング』に改称。1981年夏には、WRALがJCPとの契約更新を打ち切ったため、クロケットはシャーロットのテレビ局WPCQ(現WCNC)と新たに契約する。WPCQは以前にもプロレスの番組を作っていたためうってつけのように思えたが、スタジオは狭く、使い勝手は悪かった。
1988年にテッド・ターナーに売却されてからは、番組名は『WCWワールドワイド』に改名し、番組自体は2001年まで続いた。

### 1980年代前半
1980年、ジム・クロケット・ジュニアはNWAの会長になる。しかし1980年代初頭、プロレス業界は著しく変化しつつあった。ビンス・マクマホンのワールド・レスリング・フェデレーション（WWF、現在のWWE）は全国展開への動きを見せ始め、ジョージア・チャンピオンシップ・レスリングを買収した。当時ビンスは全国放送のTBSの時間枠を得てWWFの放映をし、この番組は結局視聴率が上がらず失敗したにせよ、マクマホンはMTVでもいくつかの番組を放映していた。さらに、マクマホンは当時プロレス界で最も人気のあるレスラー、ハルク・ホーガンと契約していた。かつてのNWAのテリトリー制は、WWFの人気によって崩壊しつつあった。
1982年、ボブ・ガイゲルがサム・マソニックのセントルイス・レスリング・クラブを買収してNWA内での発言力を増しNWA会長に就任。ジム・クロケットのNWA会長職は2期で終わった。
1983年、当時WWFがシェイ・スタジアムで行っていた大興行『ショーダウン・アット・シェイ（Showdown at Shea）』（1980年までに3度行なわれた）に対抗するべく、クロケットはNWAとしての新しい一大イベント『スターケード』を仕掛けて成功を収めた。
1984年には、全国的な組織を作ろうというクロケットの最初の試みもみられた。JCPは、バーン・ガニアのアメリカン・レスリング・アソシエーション（AWA）やオレイ・アンダーソンのチャンピオンシップ・レスリング・フロム・ジョージア（ジム・バーネットが主宰していたジョージア・チャンピオンシップ・レスリングから分かれた団体）、メンフィスを拠点としたジェリー・ジャレットのコンチネンタル・レスリング・アソシエーション（CWA）と共同で『プロレスリングUSA』を設立。この団体は、当初はWWF以外の錚々たるプロモーターたちが揃った合弁事業組織であった。
プロレスリングUSAの全盛期は、シカゴのコミスキー・パークで行われた『スーパークラッシュ』であった。1985年9月28日、2万1000人以上の人々が会場を埋めた。興行のメインカードは、リック・フレアー対マグナムTAのNWA世界ヘビー級王座戦と、リック・マーテル対スタン・ハンセンのAWA世界ヘビー級王座戦であった。このように同じ試合でAWAとNWA世界王座戦を組めることが、プロレスリングUSAのメリットでもあった。
プロレスリングUSAの興行は各メンバーのテリトリーで行われ、さらには、WWFに対抗するべく、元WWFのテリトリーの中心地であったニュージャージー州など北東部でも興行が行なわれた。しかし、プロモーター間、主にガニアとクロケットの不和の結果、この団体は数ヶ月程度しか存在できなかった。クロケットはこの共同事業から撤退し、その後数ヶ月のうちに、プロレスリングUSAは単にAWAの焼き直しのような団体になってしまった。1986年1月にこの団体は解散した。

### 1980年代後半
クロケットはオレイ・アンダーソンのチャンピオンシップ・レスリング・フロム・ジョージアを1985年4月6日に買収し、NWA会長に再選された。次に、一連の『サタデー・ナイツ・メイン・イベント』の興行のために資金が必要であったビンス・マクマホンから、TBSの土曜日夕方の『ワールド・チャンピオンシップ・レスリング』の時間枠を買い取った。
JCPはテッド・ターナーのアトランタのスタジオで収録された2時間のオリジナルの番組を毎週制作した。番組は『ワールド・チャンピオンシップ・レスリング』の名前で放送され、それは消滅する前のジョージア・チャンピオンシップ・レスリングが採用していた名前であった。同年クロケットは、JCPのブッカーであるダスティ・ローデスと共に、年に一度のビッグマッチ興行である『グレート・アメリカン・バッシュ』を打つことに成功した。
1985年9月にはNWAのセントルイス・レスリング・クラブを買収し、『オールスター・レスリング』という名の番組/興行をセントルイスで始めた。
1987年までに、クロケットは3期NWA会長に選出され、セントルイス・レスリング・クラブ、ハート・オブ・アメリカ・スポーツ・アトラクションズ（ボブ・ガイゲルのセントラル・ステーツ・レスリング）、エディ・グラハムが主宰していたチャンピオンシップ・レスリング・フロム・フロリダ、ビル・ワットのミッドサウス・スポーツ（ミッドサウス・レスリング・アソシエーションとして運営され、後に拡大し、ユニヴァーサル・レスリング・フェデレーションとなる）の各テリトリーを管理するようになった。
JCPのオーナーとして強固になったテリトリーを持ち、さらに3期のNWA会長という立場となっても、クロケットは過去のNWAのプロモーターと同様に、NWAのブランド名を使用するプロモーターであった。彼が会長であった時期、NWA世界王者はリック・フレアーを中心に回っていて、以降のベルトの移動は、彼が雇っているレスラー（ダスティ・ローデスやロニー・ガービンなど）に一時的に移動するのみにとどまった。
テリトリーの増加とともに、JCPの事業は急激に拡大し、それにつれて甚大な経費の増加に頭を悩ませることになった。
くわえて、彼らの最初のPPV興行である1987年の『スターケード』は、感謝祭のスペシャル時間枠で予定されていたが、対抗するWWFの『サバイバー・シリーズ』とばったり鉢会わせになってしまった。『サバイバー・シリーズ』との直接対決を避けるため、JCPは『スターケード』の放映予定時間を早めて、当日の午後の時間枠に移した。しかし、WWFはケーブルテレビの各社に、もし『スターケード』の放映を選ぶなら、今後『サバイバー・シリーズ』や『レッスルマニア』といったWWFの番組は売らないことを伝えた。当時、WWFはPPVにおいてほぼ独占的な市場のリーダーであったことと、WWFの番組に人気があったこともあり、この交渉に多くのPPV供給局が折れた。このため、大掛かりな仕掛けであった『スターケード'87』の利益は、たったの8万ドルであったと噂されるほど失敗に終わった。
似たような現象は1988年1月にも現れた。JCPのPPV興行『バンクハウス・スタンピード』に、WWFが最初の『ロイヤル・ランブル』をUSAネットワーク局でぶつけてきた。1988年3月27日には、クロケットがTBSで初めて『クラッシュ・オブ・ザ・チャンピオンズ』を放映したのだが、それも同じ夜のWWFの『レッスルマニアIV』に視聴者を奪われた。
度重なるWWFの攻勢でJCPの経営状態は窮地に陥り、1988年11月、ついに破産寸前となったクロケットは会社をテッド・ターナーに売却し、団体はWCWへと生まれ変わることになった。

## タイトル
- NWAミッドアトランティック・ヘビー級王座
- NWAミッドアトランティック・タッグ王座
- NWAミッドアトランティックTV王座 / NWA世界TV王座
- NWAナショナル・ヘビー級王座
- NWAナショナル・タッグ王座
- NWA USヘビー級王座（ミッドアトランティック版）
- NWA USタッグ王座（ミッドアトランティック版）
- NWA US女子王座
- NWAウエスタン・ステーツ・ヘリテッジ王座
- NWA世界ヘビー級王座
- NWA世界ジュニアヘビー級王座
- NWA世界タッグ王座（ミッドアトランティック版）
- NWA世界6人タッグ王座
- NWA世界女子王座

## 参照
1. ↑  Pro-Wrestling Title Histories: St. Louis